# هنری گیج
هنری گیج (انگلیسی: Henry Gage؛) ۲۵ دسامبر ۱۸۵۲ – ۲۸ اوت ۱۹۲۴) یک وکیل، سیاست‌مدار، دیپلمات جمهوری‌خواه اهل ایالات متحده آمریکا بود. گیج در فاصله سال‌های ۱۸۹۹-۱۹۰۳ بیستمین فرماندار ایالت کالیفرنیا بود. وی همچنین در سال ۱۹۱۰ برای چند ماه سفیر ایالات متحده در پرتغال بود